# La novia del monstruo
La novia del monstruo (Bride of the Monster en inglés) es una película estadounidense estrenada en 1955, escrita, dirigida y producida por Edward D. Wood Jr. Catalogada como cine extraño por su extraña temática de ciencia ficción y su muy bajo presupuesto, cuenta con la actuación, ya en decadencia, de Béla Lugosi, interpretando al Doctor Eric Vornoff, un científico ruso con planes absurdos para crear una raza superior y dominar al mundo.
Además de Bela Lugosi, cuenta con Tor Johnson en el papel de Lobo, el bruto pero de buen corazón, ayudante de Vornoff.
La película fue un fracaso en su momento pero terminó convirtiéndose en material de culto con la revalorización que tuvo la figura de Edward D. Wood Jr..
La producción de la película comenzó en 1953, pero no fue completada hasta 1955 debido a problemas con el financiamiento. Fue lanzada en una doble función con Macumba.
La película "La venganza de la muerte" (Night of the Ghouls, 1960) fue la secuela de "La novia del monstruo".

## Argumento
En el interior del bosque dos cazadores se ven atrapados en una fuerte tormenta. Deciden buscar refugio en la residencia Willows, que supuestamente está abandonada y encantada. Cuando llegan encuentran que está habitada y el propietario actual les niega repetidamente hospitalidad. Uno de los cazadores intenta forzar su entrada en la casa, pero un pulpo gigante es liberado de su tanque y enviado a atacar a los intrusos. Uno de los cazadores que huyen es asesinado por el pulpo, mientras que el otro es capturado por un gigante. El propietario es un científico, el Dr. Eric Vornoff, y el gigante es su asistente mudo, Lobo. Vornoff explica que realizará un experimento con el cazador, que muere en la mesa de operaciones.
En la comisaría de policía, el oficial Tom Robbins se encuentra con el teniente Dick Craig. Ya son 12 personas desaparecidas, y la policía aún no sabe qué les sucedió. La reportera tras la noticia del periódico es Janet Lawton, la prometida de Craig. Janet llega a la oficina y discute con Robbins, y dice que irá al Lago Marsh a investigar. En la comisaría, Robbins y Craig tienen una reunión con un intelectual de Europa, el profesor Vladimir Strowski, quien acepta ayudar a la policía a investigar el pantano, pero no de noche. A medida que cae la noche y comienza otra tormenta, Janet conduce sola al lago Marsh, pero la visibilidad es pobre, se sale de la carretera y tiene un accidente. Lobo la rescata.
Janet despierta y se encuentra prisionera de Vornoff, que usa la hipnosis para volver a dormirla. Al día siguiente, Craig y su compañero conducen cerca del lago Marsh, llegando un pantano. Se percatan de un clima extraño en la zona y mencionan que los periódicos podrían tener razón sobre "las explosiones de bombas atómicas que alteran la atmósfera". Finalmente descubren el auto abandonado de Janet y se dan cuenta de que es la decimotercera persona desaparecida. Abandonan el pantano mientras, Strowski se dirige en un auto alquilado al pantano.
Janet vuelve a despertar en la residencia Willows. Vornoff le asegura que Lobo es inofensivo, pero el gigante parece fascinado con la prisionera y se acerca a ella con intenciones cuestionables. Vornoff explica que el gigante es humano y que lo encontró en el "zonas salvajes del Tíbet". Vornoff vuelve a hipnotizar a Janet para que se duerma. Ordena a Lobo que transporte a la prisionera a los aposentos privados de Vornoff. Mientras tanto, Strowski se acerca en silencio a la residencia Willows y entra por la puerta principal que se encuentra abierta. Mientras Strowski busca en la casa, Vornoff aparece para recibirlo. Su país de origen está interesado en los innovadores experimentos de Vornoff con energía atómica y quiere reclutarlo. Vornoff narra que dos décadas antes había sugerido usar experimentos con energía nuclear que podrían crear superhumanos de gran fuerza y tamaño. En respuesta fue tachado de loco y exiliado por su país. Strowski revela que sueña con conquistar en nombre de su país, mientras que Vornoff sueña con que sus creaciones conquisten en su nombre. Al atardecer, Craig y su compañero regresan al pantano y descubren el automóvil abandonado de Strowski. Se separan para buscar en la zona, Craig se dirige hacia la residencia Willows. De vuelta al laboratorio secreto, Vornoff hace un gesto de su mano para llamar a Janet hacia donde él se encuentra. Ella llega vestida de novia, invocada por telepatía. Él ha decidido usarla como el próximo objeto de sus experimentos. Lobo se resiste a participar en este experimento, y Vornoff usa un látigo para reafirmar su control sobre su esclavo y asistente. Mientras tanto, Craig ha entrado en la casa y descubre accidentalmente el pasaje secreto. Es capturado por Vornoff y Lobo.
Cuando el experimento está a punto de comenzar, Lobo se encuentra visiblemente angustiado. Tomando una decisión, se rebela y ataca a Vornoff. Después de una pelea, Lobo deja fuera de combate a Vornoff, libera a Janet y transporta a Vornoff a la mesa de operaciones. El científico se convierte en el sujeto de su propio experimento humano. Esta vez el experimento funciona y Vornoff se transforma en un ser sobrehumano con poder atómico. Él y Lobo luchan físicamente entre sí, y su lucha destruye el laboratorio y comienza un incendio. Vornoff agarra a Janet y se escapa de las llamas. Robbins y otros oficiales llegan para ayudar a Craig. La policía persigue a Vornoff por el bosque. Hay otra tormenta eléctrica, y un rayo destruye aún más la residencia Willows. Con su hogar y equipo destruidos, un angustiado Vornoff abandona a Janet y simplemente intenta escapar. Craig tira una piedra hacia él y lo arroja al agua con el pulpo. Luchan hasta que una explosión nuclear destruye a ambos combatientes, aparentemente el resultado final de la reacción en cadena que comenzó en el laboratorio destruido. Robbins comenta que Vornoff "entró en los dominios de Dios".

## Producción y estreno

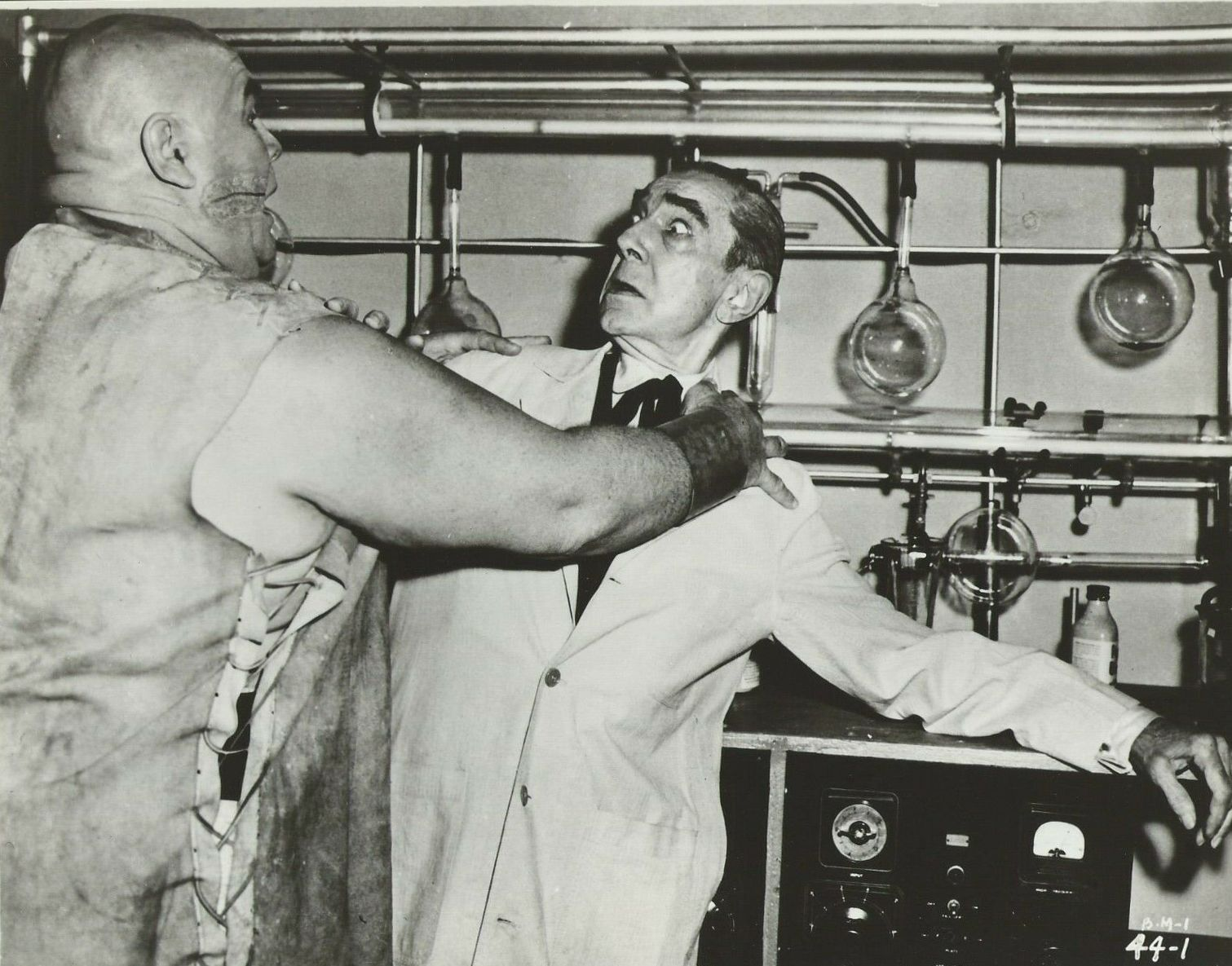
Bela Lugosi y Tor Johnson en La novia del monstruo de 1956.

La primera idea de la película fue un guion de Alex Gordon en 1953 titulado El monstruo atómico, pero la falta de financiación impidió la producción. Más tarde, Ed Wood revivió el proyecto como El monstruo de los pantanos. El rodaje real comenzó en octubre de 1954 en los Estudios Ted Allan, pero más problemas de dinero detuvieron rápidamente la producción. Los fondos necesarios fueron suministrados por un ranchero llamado Donald McCoy, que se convirtió en el productor de la película. También hizo que su hijo protagonizase como el héroe de la película. Según el guionista Dennis Rodríguez, elegir al joven McCoy como protagonista fue una de los dos condiciones que Donald impuso a Wood. El otro fue incluir una explosión atómica al final. La producción se reanudó en 1955 en Centaur Studios.
La película se estrenó en el teatro Paramount de Hollywood el 11 de mayo de 1955, bajo el título La novia del átomo. La película fue completada y estrenada a través de un acuerdo con Samuel Z. Arkoff. Arkoff tuvo más beneficio de la película que el propio Wood, y sus ganancias contribuyeron a la financiación de American International Pictures. En los créditos finales aparece como titular de los derechos de autor de la película "Filmakers Releasing Organization". Los derechos de distribución estaban en poder de Banner Films en los Estados Unidos y de Exclusive en el Reino Unido.

## Análisis
Género y fondo

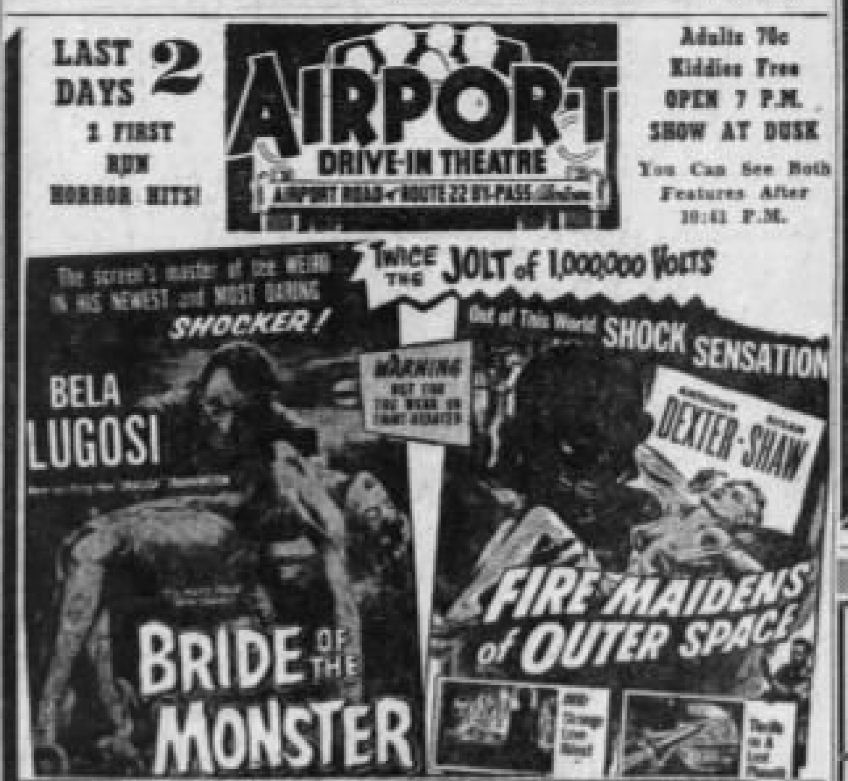
Anuncio del autocine Airport para la película de terror estadounidense La novia del monstruo (1955) y la película británica de ciencia ficción Doncellas de fuego del espacio exterior (1956) - 29 jun. 1956 Morning Call, Allentown PA. El anuncio de la película británica no contiene fotogramas ni imágenes de la película.

La película combina elementos de ciencia ficción y terror, géneros que se combinaron frecuentemente en películas de los años cincuenta. Como muchas de sus contemporáneas, La novia del monstruo sirve en parte como una película de propaganda de la Guerra Fría. Una vez más, una amenaza externa que proviene de la "vieja Europa" es el enemigo de los Estados Unidos. En los thrillers de la Guerra Fría, las naciones extranjeras eran mostradas como "los otros", siendo vilipendiadas y demonizadas para el público estadounidense. El nombre del país de origen de Vornoff y Strowski no aparece. La única pista de dicho país es que es europeo y tiene sus propios sueños de conquista. Por implicación, el país que exilió a Vornoff en la década de 1930 podría ser la Alemania nazi o la Unión Soviética. El papel de estas naciones como villanas para el cine estadounidense ya se había consolidado en la década de 1950, y Wood podría aludir a ambas. Strowski usa el término "raza magistral", que es un concepto clave en el nazismo.
Tanto el título de trabajo La novia del átomo como el título final La novia del monstruo aluden a la película anterior La novia de Frankenstein (1935). Así mismo, la película sigue el esquema de las películas de terror del estilo Poverty Row de los años cuarenta. La era atómica influye en la película en sus siniestras implicaciones con respecto a las armas nucleares y la amenaza que representan para la civilización humana. Rob Craig creó el guion para que la película fuese incluida en un subgénero de thrillers de la Guerra Fría junto a El beso mortal (1955), El mundo, la carne y el diablo (1959), La hora final (1959), The Manchurian candidate (1962), Dr. Strangelove (1964), Siete días de mayo (1964) y Fail-Safe (1964).
Contenido
Este fue el último papel con diálogo de Bela Lugosi en un largometraje. Lugosi posteriormente interpretó un papel mudo en The Black Sleep (1956). Plan 9 from Outer Space (1959) usa imágenes de archivo mudas de Lugosi, que murió antes de la creación de su guion. Las imágenes fueron tomadas de una película de Ed Wood sin terminar que se llamaría The Vampire's Tomb con imágenes recicladas de las películas anteriores de Lugosi, posiblemente mezcladas con algún material nuevo. Según Rob Craig, en esta película Lugosi interpreta por última vez a "un villano carismático cuya megalomanía conduce a su caída y la destrucción". Craig considera que este es uno de los mejores papeles de Lugosi, resaltando el desempeño sorprendentemente enérgico del actor a pesar de su edad. Las escenas relacionadas con la hipnosis contienen primeros planos de los ojos de Lugosi. Wood probablemente estaba tratando de recrear escenas similares de una película más antigua de Lugosi, White Zombie (1932). Lugosi no interpretó a Vornoff en las escenas que exigían esfuerzo físico. Se hizo uso de dobles para Lugosi: Eddie Parker y Red Reagan. Parker también fue el doble de Lugosi en Frankenstein y el hombre lobo (1943). Se calcula que los honorarios de Lugosi por la película fueron de 1000 dólares. La historia casi podría ser una secuela de una película anterior de Bela Lugosi, The Corpse Vanishes (cada novia de la boda recibió una orquídea, que huelen antes de desmayarse. En "The Corpse Vanishes", Bela interpretó a un médico que secuestra a las novias y saca una especie de líquido del cuerpo de cada novia para inyectarla a su esposa para hacerla temporalmente joven de nuevo). Entre sus personajes estaban su esposa, una anciana, el hijo de la anciana y un enano. En La novia del monstruo Bela interpreta de nuevo a un médico que hace experimentos, pero su único compañero de casa o asistente es Lobo, y cuando su experimento no logra convertir a alguien en un "superhombre con energía atómica", arroja su cadáver a un pulpo o un caimán, similar a lo que hizo Bela en "Asesinatos en la calle Morgue". Los cazadores de la escena inicial no tienen nombre en ese momento, pero se identificaron más adelante en la película como Jake Long y Blake "Mac" McCreigh. Según los créditos, Jake fue interpretado por John Warren y Mac por Bud Osborne. Las escenas de la comisaría de policía cuentan con apariciones de un borracho y un vendedor de periódicos. El primero es interpretado por Ben Frommer (conocido por interpretar al Conde Bloodcount en Transilvania 6-5000), el segundo es interpretado por William Benedict (conocido como uno de los The Bowery Boys). Janet Lawton habla brevemente con una compañera de trabajo llamada Margie. Margie es interpretada por Dolores Fuller. El socio de Dick Craig, Martin, es interpretado por Don Nagel. Tanto Fuller como Nagel habían trabajado con Wood en Jail Bait (1954).
La película utiliza imágenes de archivo de un pulpo real y un pulpo de goma falso en escenas donde interactúa con los actores. La opinión generalizada es que se basó en la película de John Wayne, Wake of the Red Witch (1948). Informaciones contradictorias afirman que Wood robó o alquiló legalmente el motor de Republic Pictures, que produjo la película anterior. La lucha entre Vornoff y el pulpo se filmó en el Parque Griffith. Craig comenta que hay un marcado contraste entre los personajes de Dick Craig y Janet Lawton. Dick habla de una manera inexpresiva y parece ser un personaje bastante aletargado. Janet es una "chica periodista", un personaje dinámico y autosuficiente. El papel se había escrito para Dolores Fuller. Según las memorias de Fuller, Loretta King sobornó a Wood para que la eligiera como Janet, con la promesa de obtener más fondos para la película. La aparición de Fuller se redujo así a un cameo. King niega rotundamente haber sobornado a Wood, por lo que la historia carece de confirmación.
En un argumento secundario de la película, hay tormentas cada noche durante tres meses y cambios climáticos extraños. Los personajes atribuyen el fenómeno a los efectos que las explosiones nucleares tienen en la atmósfera. Esto probablemente refleja la ansiedad real de la década de 1950 sobre el cambio climático potencial. Hasta el Tratado de prohibición parcial de ensayos nucleares (1963), los ensayos de armas nucleares en la atmósfera se realizaban de manera continua e imprudente. Rob Craig sugiere que los meses de tormentas constantes podrían hacer referencia al diluvio universal del Génesis. En el contexto de la película, se supone que el extraño clima es un efecto secundario de los experimentos de Vornoff que aparentemente liberan radioactividad a la atmósfera. El diálogo de la película incluye líneas memorables como "¿Hogar? ¡No tengo hogar!" y "A uno siempre le consideran loco cuando descubre algo que otros no pueden comprender", así como la línea de cierre "Intentó manipular los dominios de Dios". Las frases bien podrían aplicarse a varios artistas y pensadores de vanguardia. El título "La novia del átomo", que Vornoff usa para Janet con el vestido de novia, no se explica a menos que el científico esté intentando usar a Janet para reemplazar a su esposa perdida. En una de las frases con las que intenta tranquilizar a Janet sobre el experimento, "Duele, solo un momento, pero luego emergerá una mujer ...", suena como si la estuviera preparando para la pérdida de su virginidad. La escena de una mujer joven, con un vestido de novia, sujeta por grilletes de cuero, parece ser de naturaleza sadomasoquista.
A lo largo de la película, el mudo Lobo está afectado por alguna discapacidad intelectual no especificada y aparece como un ser de inteligencia subhumana. Sin embargo, maneja con éxito una maquinaria compleja como si estuviera entrenado para hacerlo. Craig considera que esta escena implica que los sirvientes supuestamente "tontos" pueden tener la capacidad de aprender los secretos de sus amos. Las escenas finales, con la nube en forma de hongo de la explosión nuclear, utilizan imágenes de archivo de la explosión de un arma termonuclear ("bomba de hidrógeno").

## Saga de películas
El aparente fetiche de Lobo con la lana de angora es un reflejo del fetiche del propio Wood con este material. Esto también sirve como conexión de la película con Glen o Glenda (1953), donde el fetiche juega un papel más importante. 
El personaje de Lobo también apareció de nuevo en Night of the Ghouls de Wood. Esta película sirvió de secuela a La novia del monstruo. Vornoff no aparece en la continuación, pero hay referencias a las actividades del "Doctor loco". Tor Johnson también interpreta a un personaje llamado Lobo en The Unearthly (1957) de Boris Petroff. En esta ocasión también está al servicio del villano principal.
Esta película es parte de lo que los aficionados de Wood llaman "La trilogía de Kelton", un trío de películas que presentan a Paul Marco como el oficial Kelton, un policía quejica e inseguro. Las otras dos películas son Plan 9 del Espacio Exterior y Night of the Ghouls. Kelton es el único personaje que aparece en las tres películas.

## Reparto
- Béla Lugosi
- Tor Johnson
- Tony McCoy
- Loretta King
- Harvey B. Dunn
- George Becwar
- Paul Marco
- Don Nagel
- Bud Osborne
- John Warren
- Ann Wilner
- Dolores Fuller
- William 'Billy' Benedict
- Ben Frommer

## Legado
En 1986 la película se proyectó en el Canned Film Festival y posteriormente en Mystery Science Theater 3000.
A finales de los 90 el tema de dream trance "Alright" de DJ Taucher, sampleaba un monólogo de Bela Lugosi durante in interluido de la canción.
En la película Los Renegados del Diablo se incluyen fragmentos de la película.
En 2008 Legend Films estrenó  una versión coloreada de la película. Esta versión está disponible en Amazon vídeo bajo demanda.
En 2010 una retrospectiva de la película fue incluida en Citizen Wood: Making ‘The Bride’, Unmaking the Legend en el volumen 19 en DVD del programa Mystery Science Theater 3000 como extra. Se trata de un documental de 27 minutos.

## Controversia
En 1980, el libro The Golden Turkey Awards habla sobre cómo el personaje de Lugosi se refiere a su siervo Lobo (Tor Johnson), llamándolo "tan inofensivo como una cocina". Esta línea supuestamente mal dicha se cita como evidencia de las deficientes facultades de salud / mentales de Lugosi, o como evidencia de la incompetencia de Wood como director. Sin embargo, una visualización de la película en sí revela que Lugosi dijo esta línea correctamente, con las palabras exactas: "No tengas miedo de Lobo; es tan suave como un gatito". La explicación más sencilla sería que los autores Michael Medved y Harry Medved vieron la película en un escenario de teatro con una calidad de sonido inferior. Una sola visualización en tales condiciones podría dar como resultado que no se escuchen algunas líneas de diálogo. Desafortunadamente, la afirmación inexacta logró alcanzar el estatus de leyenda urbana y sigue circulando.
En 1994, la película biográfica Ed Wood, dirigida por Tim Burton, alegó que Wood y su equipo robaron el pulpo mecánico (previamente utilizado en la película Wake of the Red Witch) de las instalaciones de Republic Studios, pero no lograron robar el motor que hacía que se moviese de manera realista, aunque, por admisión del director, la película prefirió el interés narrativo por encima de la precisión histórica. Estos hechos aparecen en el documental de 2004, The 50 Worst Movies Ever Made. Sin embargo, otras fuentes aseguran que Wood alquiló legítimamente el pulpo. Para remediar la falta de movimiento de la figura de goma, cada vez que el monstruo mataba a alguien en la película, simplemente subía a la superficie del agua mientras se sostenían los tentáculos para imitar el movimiento. El rodaje de estas escenas, así como la producción de la película en general, producían un efecto cómico en la película Ed Wood.
El libro de Rudolph Grey Pesadilla del éxtasis: La vida y el arte de Edward D. Wood Jr. contiene anécdotas sobre la realización de esta película. Gray señala que los participantes en el rodaje original a veces se contradicen entre sí, pero él se limita a relatar los hechos tal y como se los contaban a él. También incluye la afirmación de Ed Wood de que si una de sus películas obtuvo beneficios esa fue La novia del monstruo, pero que Wood había vendido demasiado bien la película a los patrocinadores y nunca pudo devolverles la inversión.